# Lehăceni-Boian, Noua Suliță
Lehăceni-Boian, întâlnit și sub formele Boian-Lehăceni sau Boian-Lehuceni și Priprutea (în ucraineană Припруття, transliterat: Prîpruttea, în rusă Припрутье, transliterat: Priprute și în germană Bojan-Lehuczeny) este un sat reședință de comună în raionul Noua Suliță din regiunea Cernăuți (Ucraina). Are 2,206 locuitori, preponderent  români.
Satul este situat la o altitudine de 142 metri, în partea de centru-sud a raionului Noua Suliță, pe malul râului Prut. De această comună depinde administrativ satul Cotul Boianului (sat care nu face parte din Bucovina, ci din Ținutul Herța).

## Istorie
Localitatea Lehăceni-Boian a făcut parte încă de la înființare din regiunea istorică Bucovina a Principatului Moldovei. În a doua jumătate a secolului al XVII-lea, moșia satului s-a aflat în proprietatea familiei lui Ion Neculce, cronicarul moldovean. Vistierul Neculce, tatăl cronicarului s-a căsătorit în anul 1670 cu Catrina, fiica boierului Iordache Cantacuzino, unul dintre cei mai bogați boieri din Moldova secolului al XVII-lea. Ca zestre de nuntă, Catrina a primit 21 moșii, printre care și câteva sate din nordul Moldovei (Boian, Cernăuca, Valeva, Chisălău, Pohorlăuți, Prelipcea, Bocicăuți, Grozinți, Vasileuți, a patra parte din satul Lehăcenii Tăutului) . În anul 1702, vel aga Ion Neculce împarte moștenirea de la mama sa cu surorile sale, cea de-a patra parte din satul Lehăcenii Tăutului rămând în proprietatea sa . 
În ianuarie 1775, ca urmare a atitudinii de neutralitate pe care a avut-o în timpul conflictului militar dintre Turcia și Rusia (1768-1774), Imperiul Habsburgic (Austria de astăzi) a primit o parte din teritoriul Moldovei, teritoriu cunoscut sub denumirea de Bucovina. După anexarea Bucovinei de către Imperiul Habsburgic în anul 1775, localitatea Lehăcenii Tăutului a făcut parte din Ducatul Bucovinei, guvernat de către austrieci, făcând parte din districtul Sadagura (în germană Sadagora).  
După Unirea Bucovinei cu România la 28 noiembrie 1918, satul Lehăceni-Boian a făcut parte din componența României, comuna Boian în Plasa Prutului a județului Cernăuți. 
Ca urmare a Pactului Ribbentrop-Molotov (1939), Bucovina de Nord a fost anexată de către URSS la 28 iunie 1940, reintrând în componența României în perioada 1941-1944. Apoi, Bucovina de Nord a fost reocupată de către URSS în anul 1944 și integrată în componența RSS Ucrainene. În 1947 numele localității a fost schimbat în Припруття (Prypruttia).
Începând din anul 1991, satul Lehăceni-Boian face parte din raionul Noua Suliță al regiunii Cernăuți din cadrul Ucrainei independente. Conform recensământului din 1989, numărul locuitorilor care s-au declarat români plus moldoveni era de 2.033 (13+2.020), reprezentând 95,31% din populație . În prezent, satul are 2.206 locuitori, preponderent români.

## Demografie
Componența lingvistică a localității Lehăcenii Tăutului
     Română (96,6%)
     Ucraineană (2,13%)
     Rusă (1,22%)
Conform recensământului din 2001, majoritatea populației localității Lehăcenii Tăutului era vorbitoare de română (96,6%), existând în minoritate și vorbitori de ucraineană (2,13%) și rusă (1,22%).
1989: 2.133 (recensământ)
2007: 2.206 (estimare)